# Atlantische viervleugel
De Atlantische viervleugel (Cheilopogon heterurus) is een straalvinnige vissensoort uit de familie van de vliegende vissen (Exocoetidae). De wetenschappelijke naam van de soort werd voor het eerst geldig gepubliceerd in 1810 door Constantine Samuel Rafinesque.

## Kenmerken
Bij deze grijsblauwe vis zijn de borst- en buikvinnen vergroot om als vliegorgaan te dienen. De lichaamslengte bedraagt maximaal 40 cm.

## Leefwijze
Het voedsel van deze oppervlaktevis bestaat uit plankton en kleine visjes. Hij kan in glijvlucht afstanden tot 200 meter boven het wateroppervlak afleggen om aan eventuele belagers te ontkomen, maar daarvoor moet hij wel eerst een aanloop nemen om een snelheid te ontwikkelen van 60 km/uur.

## Voortplanting
Om te verhinderen dat de eieren wegzinken in het water, worden ze met lange, kleverige draden vastgehecht aan zeewier.

## Verspreiding en leefgebied
Deze soort komt voor in de noordelijke Atlantische Oceaan.

Verspreidingsgebied van de Atlantische viervleugel